# Almamy Touré
Almamy Touré (Bamako, 1996. április 28. –) mali labdarúgó, a német Eintracht Frankfurt játékosa.

## Pályafutása

### Klubcsapatokban
Az FC Bourget csapatánál kezdte a labdarúgást, majd 2010-ben csatlakozott az AS Monaco akadémiájához. A tartalék csapat meghatározó játékosa lett, majd felkerült a felnőttekhez. 2015. február 20-án debütált az OGC Nice ellen a bajnokságban, a 35. percben váltotta Layvin Kurzawát. Öt nappal később a bajnokok ligájában az Arsenal FC ellen is bemutatkozhatott kezdőként. Május 19-én aláírt a klubbal egy 4 éves szerződést. 2019. január 31-én aláírt a német Eintracht Frankfurt csapatához.

### A válogatottban
2019. március 21-én mutatkozott be a francia U21-es labdarúgó-válogatottban a német U21-es labdarúgó-válogatott elleni felkészülési mérkőzésen a 75. percben Nordi Mukiele cseréjeként.

## Statisztika
2019. április 12.
| Klub                | Szezon           | Bajnokság | Bajnokság | Kupa  | Kupa  | Ligakupa | Ligakupa | Nemzetközi | Nemzetközi | Egyéb | Egyéb | Összesen | Összesen |
| Klub                | Szezon           | Mérk.     | Gólok     | Mérk. | Gólok | Mérk.    | Gólok    | Mérk.      | Gólok      | Mérk. | Gólok | Mérk.    | Gólok    |
| ------------------- | ---------------- | --------- | --------- | ----- | ----- | -------- | -------- | ---------- | ---------- | ----- | ----- | -------- | -------- |
| Monaco              | 2014–15          | 5         | 1         | 2     | 1     | 0        | 0        | 1          | 0          | —     | —     | 8        | 2        |
| Monaco              | 2015–16          | 10        | 3         | 1     | 0     | 0        | 0        | 2          | 0          | —     | —     | 13       | 3        |
| Monaco              | 2016–17          | 15        | 0         | 3     | 0     | 4        | 0        | 5          | 0          | —     | —     | 27       | 0        |
| Monaco              | 2017–18          | 20        | 1         | 2     | 0     | 1        | 0        | 3          | 0          | 1     | 0     | 27       | 1        |
| Monaco              | 2018–19          | 4         | 0         | 0     | 0     | 0        | 0        | 1          | 0          | 0     | 0     | 5        | 0        |
| Monaco              | Összesen         | 54        | 5         | 8     | 1     | 5        | 0        | 12         | 0          | 1     | 0     | 80       | 6        |
| Eintracht Frankfurt | 2018–19          | 4         | 0         | 0     | 0     | —        | —        | 0          | 0          | —     | —     | 4        | 0        |
| Karrier összesen    | Karrier összesen | 58        | 5         | 8     | 1     | 5        | 0        | 12         | 0          | 1     | 0     | 84       | 6        |

## Sikerei, díjai
- AS Monaco
  - Ligue 1: 2016–17
- Eintracht Frankfurt
  - Európa-liga: 2021–22